# 芝麻球

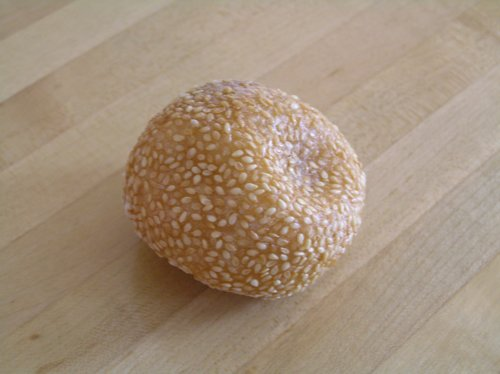
煎堆

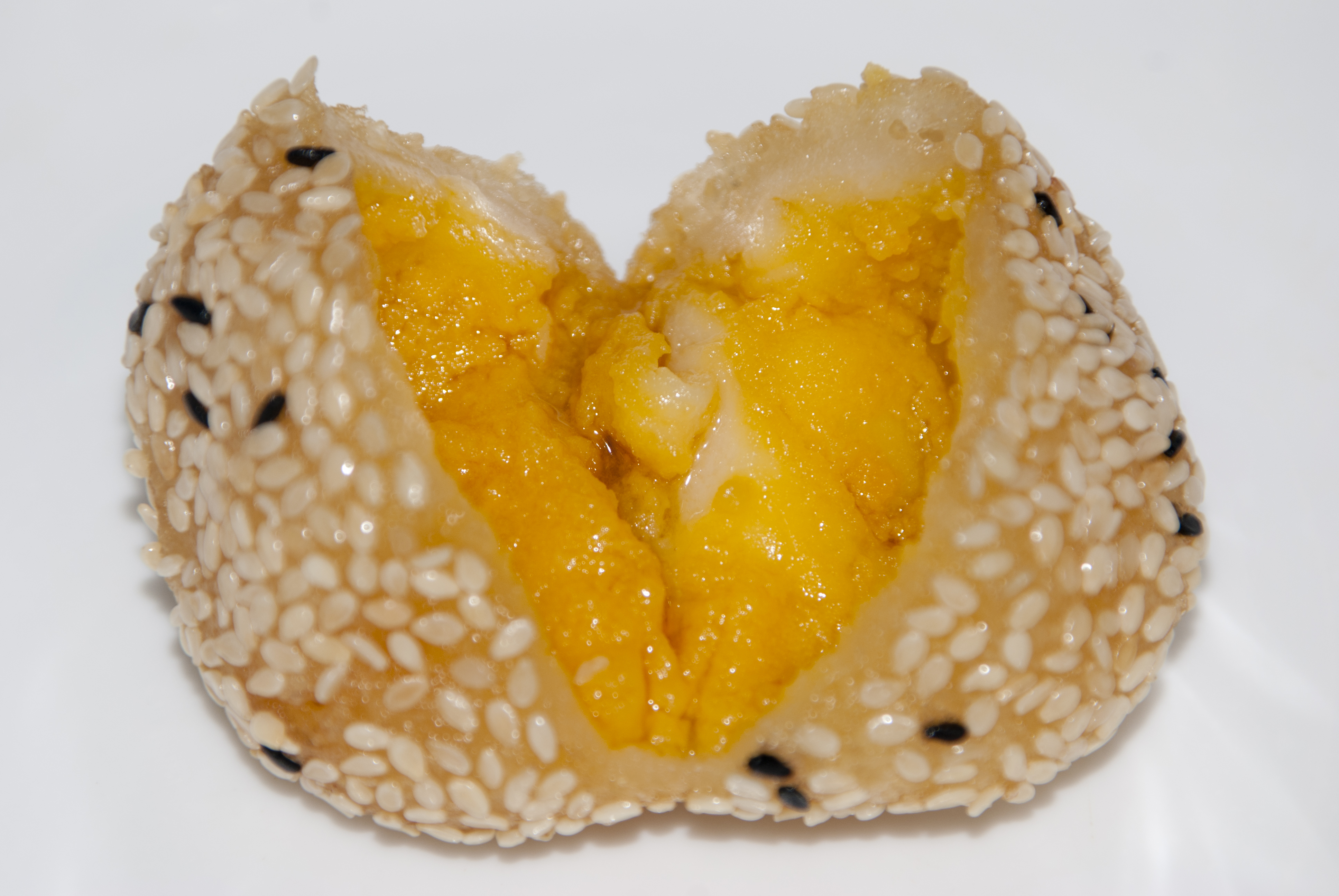
黑白芝麻煎䭔連餡料

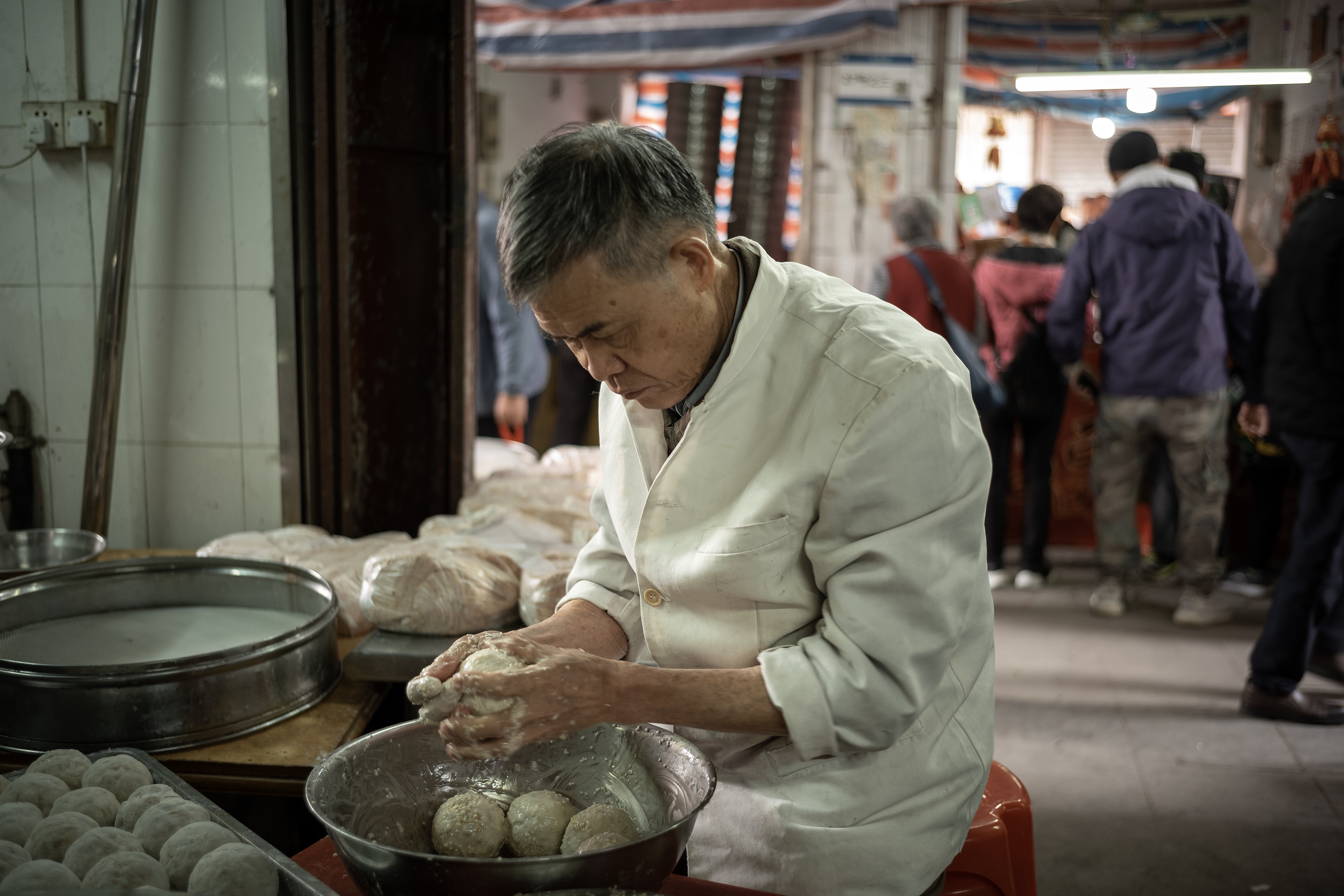
正在制作煎堆的师傅

芝麻球，又称煎堆（「堆」正寫作䭔），是中國傳統油炸麵食的一種，可追溯的起源為唐朝中原地區，後流行于中国各地。以糯米粉團炸起，加上芝麻而製成，有些包有麻茸、豆沙等餡料。也是廣東及香港、澳門地區常見的賀年食品，有「煎堆轆轆，金銀滿屋」之意。另有一種石榴花煎堆，上面有紅色花狀物體，形似石榴，寓意多子。煎堆在香港的粥品店會視作油器發售，而部份香港酒樓也會視之為點心發售。在台灣、新加坡和馬來西亞也被視為常見點心的一種。

## 名稱差異
在粤港澳地区，被称作煎堆；东北地区和川渝地区，被稱作麻圆；華北地區稱为麻糰；江浙地區称麻球；武漢地区稱欢喜坨；广西称油堆；海南稱珍袋；闽东地区稱為馬蛋或烰油。澎湖稱為炸棗，臺灣則稱為芝麻球。

## 起源
煎堆的起源可追溯至唐朝，煎堆（當時叫碌堆）是長安宮廷的食品，初唐詩人王梵志有詩云：「貪他油煎䭔，愛若菠蘿蜜。」後來不少中原人南遷，就把煎堆帶到南方，成為廣東著名的油器之一。

## 種類
- 龍江煎堆
- 九江煎堆
- 西樵煎堆
- 澎湖炸棗

## 註腳
1. ↑  字典中 䭔 字的解释 zdic.net 漢 典 網 （页面存档备份，存于）：蜀人呼蒸餠爲䭔（[食追]）
2. ↑  課堂 60 煎䭔 的存檔，存档日期2007-09-27.